# Clemente Ritz
Clemente Ritz Teixeira de Freitas (Curitiba, 23 de novembro de 1888 - Lapa, 4 de novembro de 1935) foi um poeta, biógrafo e jornalista brasileiro.

## Biografia
Clemente Ritz nasceu na antiga Rua Borges de Macedo (atual Rua Ébano Pereira, centro da cidade), na capital paranaense, numa sexta-feira, dia 23 de novembro de 1888. Estudou no Ginásio Paranaense, especializando-se em língua portuguesa e latina. Aos 17 anos já pertence ao meio literário curitibano, contribuindo para a revista "Stellario" e fazendo parte de um grupo literário que mais tarde será chamada de "Geração Literária de 1905". 
Antes de completar 20 anos já era servidor público dos Correios, entrando como simples funcionário, mas logo promovido a Administrador dos Correios de Campanha, trabalhando, por um breve período, no estado de Minas Gerais .
Em 1912, Clemente Ritz foi um dos fundadores do Centro de Letras do Paraná e na data da fundação desta entidade (19 de dezembro de 1912) foi o secretário da mesa diretora, sendo ele o responsável pela redação da primeira ata do "Centro".
Jornalista irreverente, cronista, charadista, cultor de humorismo em prosa e verso, Clemente, ao longo de sua vida, contribuiu em jornais e revistas, sempre criando novas colunas, como as que manteve em "A Cidade" e o "Diário da Tarde". Clemente assinava alguns artigos e matérias com os pseudônimos: Mário de Resende, Valdemar Pompéia e Procópio E. d'Olivar.
Autor de vários livros, destacam-se:
- Álbum – poesia (1906);

- Barros Júnior - biografia (1907);

- Sonhos de moço - poesia (1907);

- Caminho de Eleusis - versos (1914);

- Meu surrãozinho de trovas - versos (1935).

### Falecimento
Muito doente, vítima de tuberculose, Clemente Ritz Teixeira de Freitas é transferido da clínica Erasto Gaertner, em Curitiba, para o Sanatório São Sebastião, na cidade da Lapa, numa última tentativa de melhora, porém, na segunda-feira, dia 4 de novembro de 1935, faleceu o poeta, aos 46 anos e 11 meses de idade.

### Homenagens póstumas
Apenas dez meses após o falecimento de Clemente Ritz, a Academia Paranaense de Letras (recém fundada) concedeu homenagem ao biógrafo e poeta ao determiná-lo como “Fundador” da Cadeira N° 15 desta instituição.
Em 1985 a Câmara Municipal de Curitiba determinou que uma das vias do bairro Cidade Industrial fosse batizada com o nome de Rua Clemente Ritz em referência ao poeta e jornalista curitibano.